# دايفيد هاتش
دايفيد هاتش (بالإنجليزية: David Hatch)‏ هو لاعب دوري الرغبي أسترالي، ولد في 18 يونيو 1959.